# HMS Canopus (1897)
Корабль Его Величества «Канопус» (англ. HMS Canopus) — эскадренный броненосец додредноутного типа Британского Королевского флота, головной корабль одноимённого типа, разработан для службы в Азии. «Канопус» и пять его систершипов (однотипных кораблей) были меньше и быстрее, чем броненосцы предыдущего типа «Маджестик», хотя на них установили такую же батарею из четырёх 12-дюймовых (305 мм) орудий. Их цементированная крупповская броня была тоньше, но эффективнее в отношении по весу чем гарвеевская броня установленная на «Маджестиках». «Канопус» был назван в честь звезды Канопус — Альфа Киля — самой яркой звезды южного полушария и второй по яркости из звёзд, наблюдаемых с Земли. Заложен на Королевской верфи в Портсмуте англ. Portsmouth Dockyard 4 января 1897 года, спущен на воду 12 октября 1897 года, вступил в строй в декабре 1899 года.
После входа в строй «Канопус»  служил на Средиземноморском флоте, в 1903 году он был отправлен на ремонт. В 1905 году корабль был отправлен в Восточную Азию, но после возобновления англо-японского союзного договора о союзе его присутствие в азиатских водах было сочтено ненужным. Корабль вернулся в Британию и служил в британских водах: в Атлантическом флоте, Флоте Канала и во Флоте метрополии. В 1908-1909 корабль снова служил в Средиземном море. По возвращении в Британию корабль был определён в резерв.
С началом Первой мировой войны в августе 1914 года корабль был мобилизован на службу в Южноамериканской станции, где патрулировал воды в поисках германских коммерческих рейдерах. Броненосец подключили к поискам германской Восточноазиатской эскадры под командованием вице-адмирала графа фон Шпее. «Канопус» был слишком тихоходным чтобы сопровождать крейсера адмирала сэра Кристофера Крэддока и пропустил битву при Коронеле в ноябре 1914 года, где эскадра Крэддока была уничтожена. Для обороны Порта-Стэнли на Фолклендских островов «Канопус» был посажен на мель у входа в залив. Действуя в качестве плавучей батареи «Канопус» сделал первые выстрелы в ходе битвы у Фолклендских островов, что вынудило Шпее отказаться от нападения на острова, после чего эскадра адмирала Доветона Стэрди бросилась в погоню за германской эскадрой и почти полностью уничтожила её. 
В начале 1915 года «Канопус» был переведён на Средиземное море для участия в Дарданелльской кампании. В марте 1915 года броненосец участвовал в основных атаках османских береговых укреплений, оборонявших пролив. Британскому и французскому флоту не удалось прорвать оборону пролива. После завершения Галиполийской кампании и отступления сил союзников в январе 1916 года «Канопус» патрулировал восточную часть Средиземного моря, но в боях не участвовал. В апреле 1916 года броненосец был снят со службы и в начале 1918 года преобразован в плавучую казарму. После войны корабль был разобран на металл в 1920 году.

## Конструкция
«Канопус» и пять его систершипов (однотипных кораблей) были созданы для службы в Восточной Азии, где Японская империя начала строить мощный флот. Тем не менее, роль этих кораблей оказалась снижена после заключения англо-японского союза в 1902 году. Корабли должны были быть меньше, легче и быстрее чем их предшественники: броненосцы типа «Маджестик». «Канопус» был длиной в 421 фута 6 дюймов (128,47 м), шириной в 74 фута (23 м), осадка составляла 26 фута 2 дюйма (7.98 м). Водоизмещение составляло 13.150 длинных тонн (13.360 тонн), при полной загрузке – 14.300 длинных тонн (14.500 тонн). Экипаж корабля составлял 682 человека.
Корабли типа «Канопус» приводились в движение парой трёхцилиндровых паровых машин тройного расширения, пар для их работы образовывался в 12 котлах системы Бельвиля. Это были первые британские линкоры с водотрубными котлами, производившими больше пара при меньших расходах по весу по сравнению с газотрубными котлами, используемых на кораблях ранней постройки. Благодаря новым котлам появилась возможность располагать трубы продольно, а не рядом как на многих предыдущих британских линкорах. Корабли типа «Канопус» проявили себя как ходкие пароходы, с высокой скоростью для броненосцев того времени – 18 узлов (33 км/ч) с указанной мощностью в 13.500 лошадиных сил (10.100 кВт) на два узла быстрее чем броненосцы типа «Маджестик».
«Канопус» располагал основной батареей из четырёх 12-дюймовых (305 мм) орудий Mark VIII длиной в 35 калибров, размещённых в двухорудийных башнях в носовой и кормовой частях корабля. Орудия были установлены на круговых барбетах, что позволяло заряжать их со всех сторон, хотя и на фиксированной высоте. Батарея среднего калибра состояла из двенадцати шестидюймовых (152 мм) орудий длиной в 40 калибров установленных в казематах. Также корабль располагал десятью 12-фунтовыми орудиями и шестью 3-фунтовыми орудиями для защиты против торпедных катеров. Как обычно для броненосцев того времени корабль был оснащён четырьмя 18-дюймовыми (457 мм) торпедными трубами,  погруженными в корпус, по два на каждом борте рядом с носовым и кормовым барбетом.
Для уменьшения веса «Канопус» нёс меньше брони чем броненосцы типа «Маджестик». Броневой пояс был в 6 дюймов (152 мм) а у «Маджестков» 9 дюймов (229 мм), хотя на «Маджестиках» стояла гарвеевская броня а на «Канопусе» - крупповская, поэтому проигрыш в защищённости был не настолько большим, поскольку крупповская броня при заданном весе была прочнее гарвеевской.  Также остальная броня была тоньше чем на «Маджестиках», переборки были защищены бронёй от 6 до 10 дюймов (от 152 до 254 мм). Броня на орудийных башнях главного калибра была в 10 дюймов, барбеты имели броню в 12 дюймов (305 мм). Батарея в казематах были защищена 6-дюймовой крупповской сталью. Броня боевой рубки была в 12 дюймов. «Канопус» имел две бронепалубы толщиной в 1 и 2 дюйма (25 и 51 мм) соответственно.
Броневая противоторпедная переборка отсутствовала. Меньшее водоизмещение и осадка позволяла ему проходить через Суэцкий канал. Ввиду уроков, преподанных сражением при Ялу, на верхней палубе не было никаких надстроек из дерева — в виде рубок, мостиков, а сама верхняя палуба также сплошь покрыта бронёй с заклёпками заподлицо. Отличительной чертой в конструкции судов типа «Канопус» служит таран, у которого острая оконечность помещена гораздо выше, чем было на прежних броненосцах.

## Служба
Киль «Канопуса» был заложен на верфи Портсмута 4 января 1897 года. Корабль был спущен на воду 12 октября 1897 года, строительство завершено 5 декабря 1899 года. Броненосец был назван в честь древнего города Канопус в Египте, где произошла битва у Нила. 5 декабря 1899 года «Канопус» под командованием капитана Уилмота Фоукса вошёл в строй с составе Средиземноморского флота. В ноябре 1900 года капитаном корабля стал Гарри Сиуелл. С декабря 1900 года по июнь 1901 года корабль прошёл ремонт на Мальте. В мае 1902 года «Канопус»  посетил Палермо, чтобы присутствовать на торжествах в связи с открытием сельскохозяйственной выставки королем Виктором Эммануилом. В следующем месяце броненосец посетил Ларнаку (Кипр). 1 декабря 1902 года капитаном корабля стал Филипп Фрэнсис Тиллард. В апреле 1903 года «Канопус» завершил службу на Средиземном море и 25 апреля был переведён в резерв в Портсмуте. Находясь в резерве, корабль с мая 1903 года по июнь 1904 года прошёл обширный ремонт, проведённый силами компании Cammell Laird в Беркенхеде. Возвращаясь в Портсмут броненосец немного пострадал от удара броненосца HMS Barfleur в ходе манёвров в бухте Маунт 5 августе 1904 года.
«Канопус» полностью вернулся в строй 9 мая 1905 года и сменил броненосец «Центурион» на Китайской станции. Затем «Канопус» пришёл в Коломбо (Цейлон). В то время как Великобритания и Япония ратифицировали союзный договор. Это означало, что Британия могла сократить своё присутствие на Китайской станции и линкоры больше здесь не требовались, поэтому в июне 1905 года «Канопус»  был отозван в Коломбо и таким образом стал единственным броненосцем своего типа, не служившим на Китайской станции. По возвращении в Британию, «Канопус»  22 июля 1905 года начал службу на Атлантическом флоте. В январе 1906 года «Канопус» был переведён на Флот Канала. Позже в этом году на нём была установлена система управления огнём. 10 марта 1907 года он был переведён в Портсмутский дивизион Хоум-флита в Портсмуте. Там, в мае 1907 года экипаж был сокращён до минимального. С ноября 1907 года по апрель 1908 корабль прошёл ремонт. По его завершении, «Канопус»  28 апреля 1908 года вошёл в состав Средиземноморского флота. В декабре 1909 года «Канопус» был переведён в 4-й дивизион Хоум-флита и в ходе службы в дивизионе прошёл ремонт на верфи Чатэм с июля 1911 по апрель 1912 года. В мае 1912 года он был переведён в резерв в Норе, где служил базовым кораблём для 4-го дивизиона. В 1913-14 годах он находился в доке Пемброк в Уэльсе в составе 3-го флота. Несмотря на то, что корабли 3-го флота были в списке активной службы, они находились в резерве, на них находились лишь небольшие экипажи для обслуживания, которые должны были быть укомплектованы только во время войны.

### Первая мировая война
После начала Первой мировой войны в августе 1914 «Канопус» 7 августа 1914 года снова вошёл в состав флота и был придан 8-й боевой эскадре Флота Канала под командованием капитана Хиткота Гранта. 21 августа «Канопус» был выведен из состава эскадры и направлен на базу Кабо-Верде, на Канарских островах для поддержки эскадры крейсеров, действующих в этом районе(как корабль береговой обороны). В начале сентября ему на смену прибыл однотипный корабль «Альбион».  С 1 сентября 1914 года, «Канопус» и «Альбион» были переданы на Североамериканскую и Вест-Индскую базу. «Канопус» отправился к Южноамериканской базе, где выполнял роль корабля охранения и обеспечивал поддержку крейсерской эскадру контр-адмирала Кристофера Крэддока. Находясь в дороге, «Канопус» едва не повстречал германский лёгкий крейсер «Карлсруэ» у побережья Бразилии, но германский корабль перехватил британские радиосигналы и ушёл, избежав обнаружения «Канопусом».

#### Южноамериканская база
22 сентября 1914 года «Канопус» прибыл на Острова Абральёс а 8 октября покинул острова, для поддержки крейсеров эскадры контр-адмирала Кристофера Крэдока в поисках германской Восточноазиатской эскадры вице-адмирала графа фон Шпее. 18 октября «Канопус» прибыл в Порт-Стэнли на Фолклендских островах, где выполнял обязанности корабля охранения и эскорта. Крэдок сначала планировал взять «Канопус»  в свою эскадру, состоявшей из броненосных крейсеров «Гуд Хоуп», «Монмут», лёгкого крейсера «Глазго» и вспомогательного крейсера «Отранто», но учитывая позднее прибытие броненосца на Фолкленды и необходимость его капитального ремонта решил пойти без него. Вдобавок «Канопус» обладал низкой скоростью не более чем в 12 узлов (22 км/ч) что затрудняло задачу Крэдока втянуть Восточноазиатскую эскадру в сражение. Крэдок приказал «Канопусу» присоединиться к нему, если это окажется возможным, но намеревался использовать броненосец лишь для защиты своих кораблей-угольщиков. 27 октября Крэдок отправил свой лёгкий крейсер «Глазго» к Коронелю для разведки, а на следующий день приказал «Канопусу» отвести угольщики к островам Хуан-Фернандес, где эскадра должна была пополнить запасы топлива. «Глазго» прибыл в Коронель 31 октября и покинул его в 1 ноября, не успев получить приказ Первого морского лорда, что Крэдоку не следует рисковать, вступая в бой с эскадрой Шпее без «Канопуса».
«Канопус» оказался в 300 милях (560 км) от точки встречи Крэддока с эскадрой Шпее. Более быстроходные германские корабли не дали возможности Крэддоку соединиться с «Канопусом». В последующем сражении у Коронеля Восточноазиатская эскадра утопила оба британских броненосных крейсера и повредила «Глазго». Ко времени окончания разгрома эскадры Крэдока «Канопус» находился в 250 милях (460 км) от места боя. «Глазго» и «Отранто» ушли на юг и соединились с «Канопусом». Шпее прекратил преследование уцелевших британских кораблей, когда узнал что «Канопус» прибыл к месту действий. На следующий день Шпее написал: «Против этого корабля мы вряд ли смогли бы чего-нибудь предпринять. Если бы они держали свои силы вместе, мы оказались бы на втором месте». Когда новости о разгроме Крэдока достигли Британии, командование Королевского флота приказало всем военно-морским силам в регионе соединиться, в этот список попали уцелевшие корабли эскадры Крэдока и броненосные крейсера «Дифенс», «Карнарвон» и «Корнуэлл». Кроме того из состава Гран-флита были выделены два линейных крейсера: «Инвинсибл» и «Инфлексибл», чтобы выследить и уничтожить эскадру Шпее.
«Канопус» и «Глазго» вернулись в Порт-Стэнли, прибыв туда 8 ноября 1914 года. Они немедленно отправились в путь, чтобы присоединиться к британским военным кораблям, сосредоточившимся в устье Ла-Плата. Однако 9 ноября «Канопус» получил приказ вернуться на Фолкленды и оставаться в Порт-Стэнли для защиты порта. Три дня спустя броненосец пришёл в Порт-Стэнли и начал готовиться к обороне гавани от эскадры адмирала графа фон Шпее. «Канопус» специально сел на илистую мель, выбранная позиция позволяла прикрывать вход в гавань и обстреливать участок суши на юго-востоке. Чтобы уменьшить заметность броненосца он был замаскирован, верхние стеньги мачт были сняты. На высоте, на суше был установлен наблюдательный пункт и связан с кораблём телефоном, что позволяло «Канопусу» вести огонь по приближающимся кораблям с закрытой позиции. Для обороны Порта-Стэнли и его окрестностей с броненосца были сняты несколько 12-фунтовых орудий и выделен отряд в 70 королевских морских пехотинцев. 25 ноября «Канопус» перехватил радиосообщение, показавшее, что германская эскадра обошла мыс Горн, хотя сообщение было ошибочным, потому что эскадра Шпее обошла мыс в ночь с 1 на 2 декабря. К 4 декабря экипаж «Канопуса» закончил свои приготовления.
7 декабря в Порт-Стэнли прибыли основные силы британской эскадры под командованием вице-адмирала Доветона Стэрди. Прибывшие корабля стали загружаться углём, готовясь отбыть через два дня, чтобы вести поиски эскадру Шпее. Однако 8 декабря в 7.50 германские корабли появились у Порта-Стэнли. Наблюдатели на «Канопусе» подняли тревогу. В 9.00 германские крейсера «Нюрнберг» и «Гнейзенау» приблизились на расстояние в 10 км. «Канопус» выпустил два залпа, оба прошли мимо, наблюдатели отметили, что осколки снарядов со второго залпа повредили одну из труб «Гнейзенау», хотя современные историки, включая Роберта Гардинера, Рэндалла Грея, Хью Стрэчана и Пола Харперна считают, что попаданий не было. Оказавшись под обстрелом «Канопуса» и заметив треногие матчи линейных крейсеров эскадры Стэрди, граф фон Шпее отменил атаку на Фолкленды. В 9.31 «Канопус» прекратил огонь, так как немцы пустились в бегство. «Канопус», сидя на мели, остался в Порт-Стэнли и не принял участия в дальнейшей битве. Линейные крейсера Стэрди были быстрее германских кораблей и в итоге они уничтожили эскадру Шпее, за исключением крейсера «Дрезден», который смог оторваться от преследователей. 18 декабря «Канопус» покинул Фолкленды и вернулся на Южноамериканскую базу, неся службу у островов Абральёс.

#### Дарданнельская операция
В феврале 1915 года после уничтожения германской эскадры вице-адмирала графа фон Шпее «Канопус» был переброшен на Средиземное море, где принял участие в Дарданелльской кампании. 2 марта 1915 года он принял участие во второй атаке на турецкие крепости у входа в Дарданеллы. В ходе этой атаки броненосец поддержал действия 4-го поддивизиона (куда также входили броненосцы «Корнуоллис» и «Свифтшюа»). «Канопус» и «Свифтшюа» получили задание подавить орудия крепостей у Дардануса а «Корнуоллис»  должен был вступить в бой с небольшими батареями в Интепе и Эренкое. В 13.20 «Канопус»  и «Свифтшюа» вошли в пролив, и подошли на 910 м к северному берегу. В 14.20 они начали обстрел по крепости на другой стороне пролива в 6,9 км от них. Корабли обстреливали цели два часа. В 16.15. турецкие артиллеристы в крепости у Дардануса открыли ответный огонь. Их обстрел был довольно точным, и они скоро пристрелялись к «Канопусу», снаряд попал в его квартердек, повредив при этом кают-компанию. Второй снаряд сбил стеньгу, а третий проделал пробоину в трубе, взорвался и осыпал осколками две шлюпки броненосца.
Плотный обстрел турок вынудил «Канопус»  и «Свифтшюа» отойти с их огневых позиций, попав при этом в зону досягаемости орудий с Эренкоя в то же время оставшись в зоне поражения оружий с Дардануса. В этом время «Корнуоллис» , подавивший орудия в Интепе начал стрелять по Эренкою, в то время как «Канопус»  и «Свифтшюа» продолжали обстреливать Дарданус. Турки периодически пристреливались к трём броненосцам, но те находились вне пролива и  располагали большим пространством для манёвра, избегая прямых попаданий.  В 16.40 орудия Дардануса замолчали, что позволило трём броненосцам сосредоточить обстрел на Эренкое, быстро подавив расположенные там батареи. Затем три броненосца отошли, по-видимому, выполнив свои задачи, хотя когда ночью эсминцы и тральщики попытались разминировать минные заграждения в проливе, они угодили под очень плотный обстрел и были вынуждены отойти. В ходе третьей высадки 4 марта 1915 года «Канопус»   показался у эгейского побережья, чтобы связать находившиеся там турецкие войска.
8 марта «Канопус» прикрывал супердредноут «Куин Элизабет» в ходе обстрела турецких крепостей, а 10 марта вместе с бронепалубным крейсером «Аметист» и несколькими эсминцами  прикрывал тральщики, пытавшиеся разминировать минные поля у Кефеса. «Канопус» пытался вывести из строя турецкие прожекторы, наводящие турецкую береговую артиллерию но ему не сопутствовал успех. В результате, когда тральщики пытались проложить фарватеры в минных полях, они попали под плотный огонь и были вынуждены отойти. В ходе наступившего хаоса один тральщик подорвался на мине. Днём 18 марта «Канопус» принял участие в действиях сводной эскадры из британских и французских кораблей (куда входили супердредноут «Куин Элизабет» и линейный крейсер «Инфлексибл»), пытавшейся подавить турецкие крепости, что позволило бы тральщикам проложить дорогу в минных полях без ущерба от турецкой артиллерии. Сначала британским кораблям удалось нанести тяжёлый ущерб крепостям, но затем турецкой береговой артиллерии удалось пристреляться к линкору «Агамемнону» и после к «Инфлексиблу», нанеся им серьёзный ущерб. Французские линкоры также попали под обстрел, линкор «Буве» подорвался на мине и взорвался.
Французские корабли стали отходить, но «Канопус» и другие британские линкоры продолжали вести обстрел. Вскоре «Инфлексибл» подорвался на мине и получил серьёзные повреждения, но тем не менее попытался уйти. Линкоры «Иррестисибл» и «Оушен» также подорвались на минах и затонули, что вынудило британцев прервать атаку. После боя «Канопус»  и бронепалубный крейсер «Тэлбот» 6 апреля вышли в поход с повреждённым «Инфлексиблом» сопровождая его до Мальты. Погода была плохой и «Инфлексибл»  едва не затонул. «Канопус» взял его на буксир и шесть последних часов похода тащил повреждённый линейный крейсер кормой вперёд. Вернувшись к Дарданеллам, «Канопус» принял участие в блокаде Смирны и прикрыл отвлекающую атаку на Болайир в ходе высадки главных сил 25 апреля. В мае «Канопус» поддерживал высадку сил Anzac на сушу в том числе в ходе мощной турецкой контратаки 19 мая. Когда 22-23 мая однотипный броненосец «Альбион» сел на мель у Габа-тепе и попал под плотный обстрел, «Канопус» вытащил его с мели. 25 мая «Канопус» ушёл к Мудросу и уходя от Дарданелл повстречал германскую подлодку SM U-21, которая позднее в этот день потопила броненосец «Трайомф». С мая по июнь 1915 года «Канопус» прошёл ремонт на Мальте.
Перевозил войска в Салоники в октябре 1915 года.

### Дальнейшая судьба
По завершении Дарданелльской кампании и эвакуации сил союзников из Галиполи в январе 1916 года «Канопус» был передан британской Средиземноморской эскадре, где служил до своего возвращения в Британию в апреле 1916 года. 22 апреля 1916 года «Канопус» прибыл в Плимут. В Чатэме из его экипажа были выделены люди для комплектования противолодочных кораблей. Позднее в том же году «Канопус» прошёл переоборудование в Чатэме, его восемь шестидюймовых орудий на батарейной палубе были заменены на четыре. В 1917 году его 3- и 12 фунтовые орудия были заменены на лёгкие противовоздушные орудия. В феврале 1918 года «Канопус» стал плавучей казармой в Девонпорте. В апреле 1919 года, находясь в Чатэме «Канопус» попал в список по утилизации. 18 февраля 1920 года корабль был продан на металл и 26 февраля того же года прибыл в Дувр, для дальнейшей утилизации.